# أمر عسكري إسرائيلي
الأمر العسكري الإسرائيلي هو أمر عام يصدر عن قائد عسكري إسرائيلي على منطقة تحت الاحتلال العسكري الإسرائيلي، يكون لديه قوة القانون دون أي رقابة ديمقراطية أو قبل موافقة البرلمان، ويخضع الإنفاذ للمحاكم العسكرية بدلاً من المحاكم المدنية.
لا تزال الأوامر العسكرية أداة أساسية للحكم الإسرائيلي للسكان الفلسطينيين في المنطقة "ب" والمنطقة "ج" في الضفة الغربية. في المقابل يخضع المدنيون الإسرائيليون الذين يعيشون في مستوطنات في تلك المناطق للمحاكم المدنية.
يخضع الفلسطينيون الذين يعيشون في المنطقة "أ" من الضفة الغربية الخاضعة للسيطرة الكاملة للسلطة الفلسطينية إلى قوانينها وسلطتها المدنية. بين بداية الاحتلال الإسرائيلي للضفة الغربية في عام 1967 وإنشاء السلطة الفلسطينية بموجب اتفاقيات أوسلو في عام 1994، صدرت الأوامر العسكرية «بشكل مستمر»، تشمل المسائل الجنائية والمدنية وكذلك الأمن والقضايا العسكرية.

## التاريخ
ورثت إسرائيل قوانين الدفاع التي فرضتها بريطانيا عام 1945، والتي كانت تطبق على فلسطين الانتدابية بأكملها. تضمنت القوانين من بين أمور أخرى إنشاء محاكم عسكرية لمحاكمة المدنيين دون منح حق الاستئناف، والسماح بعمليات تفتيش ومصادرة شاملة، وحظر نشر الكتب والصحف، هدم المنازل واحتجاز الأفراد إدارياً لفترة غير محددة، وختم خارج مناطق معينة، وفرض حظر التجول.
في عام 1948، أدمجت دولة إسرائيل المشكلة حديثًا قوانين الدفاع (الطوارئ) في قوانينها الوطنية، باستثناء «التغييرات الناتجة عن إنشاء الدولة أو سلطاتها». رغم قرار الكنيست عام 1951 أن لوائح الدفاع تعارض المبادئ الأساسية للديمقراطية ووجهت لجنة الدستور والقانون والعدالة إلى صياغة مشروع قانون لإلغائها، إلا أنها لم تُلغ. كانت احتمالات الإلغاء الجزئي قد انتهت عند اندلاع حرب 1967 بإصدار الحاكم العسكري في الأراضي المحتلة أمرًا عسكريًا «بتجميد» الوضع القانوني القائم هناك، ومنذ ذلك الحين، تُستخدم اللوائح ونظامها للأوامر العسكرية على نطاق واسع في الأراضي المحتلة.

## أمثلة الأوامر العسكرية
ابتداءً من عام 1967 رسميًا، تصدر الأوامر العسكرية الإسرائيلية من قبل القادة العامين وتنفذها قوات الدفاع الإسرائيلية وتؤثر في النهاية على البنية التحتية والقانون والإدارة خاصةً على الفلسطينيين في المنطقة، وعملاً بالأوامر العسكرية يحق للجيش إصدار إعلانات تحمل أوامر أكثر تفصيلاً؛ انظر على سبيل المثال الإعلان s / 2/03 (بشأن جدار الفصل).

### أوامر عامة لتعزيز الاحتلال
- الأمر العسكري رقم 1650 (2009): بشأن منع التسلل (التعديل رقم 2). يعدل هذا القانون تعريف «المتسلل» في الأمر العسكري رقم 329، ويسمح للجيش الإسرائيلي بالقبض والسجن لمدة 7 سنوات إذا كان «التسلل» غير قانوني ولمدة 3 سنوات إذا كان قانونيًا لكن دون تصريح. «المتسلل» هو أي شخص موجود في الضفة الغربية دون تصريح مناسب، حتى لو كان مولودًا في الضفة الغربية أو انتقل إليها بشكل قانوني، على سبيل المثال من غزة أو من الخارج قبل طلب تصريح، ويعتبر ترحيل «المتسلل» عملية اعتقال. سيسمح هذا التعريف الموسع بترحيل الآلاف من الفلسطينيين دون محاكمة ودون مراجعة قضائية، وقد عبرت حكومة جنوب إفريقيا عن معارضة هذا القانون (قارنته بسن قوانين الفصل العنصري)، وكذلك ريتشارد فلك من الأمم المتحدة، والشبكة الأوروبية المتوسطية لحقوق الإنسان ومنظمة العفو الدولية.[7] [8] [9]
  - الأمر العسكري رقم 329 (1969): بشأن منع التسلل. يُعرّف «المتسلل» بأنه «الشخص الذي دخل المنطقة عن دراية وبصورة غير قانونية بعد تواجده (في) الضفة الشرقية للأردن أو سوريا أو مصر أو لبنان بعد تاريخ السريان». كان الغرض الرئيسي من الأمر هو منع اللاجئين الفلسطينيين من العودة إلى ديارهم، وكذلك الجماعات المسلحة الفلسطينية من دخول القطاع. انظر الأمر العسكري 1650 أعلاه.
- الأمر العسكري رقم 947 (1981): أنشأ هذا الأمر الإدارة المدنية الإسرائيلية في الضفة الغربية، حيث يتم تعيين رئيس الإدارة المدنية من قبل قائد الجيش الإسرائيلي. يمنح رئيس الإدارة المدنية سلطة وضع التشريعات الفرعية،[10] والغرض منه كما هو مذكور في القسم 2 من الأمر، هو «إدارة الشؤون المدنية في المنطقة وفقًا لتوجيهات هذا الأمر، من أجل رفاهية السكان، ومن أجل توفير وتنفيذ الخدمات العامة ومراعاة الحاجة إلى الحفاظ على نظام منظم ونظام عام في المنطقة».[11] جميع الصلاحيات التي يتمتع بها رئيس الإدارة المدنية هي تلك المفوضة إليه من قبل قائد المنطقة، الذي يمكنه سحب أو منح السلطة وفقًا لتقديره. على الرغم من أن القائد المختار للإدارة المدنية هو شخص يحمل جنسية غير محددة، إلا أن المقر يقع في بيت إيل وهي منطقة محظورة لا يمكن إلا للفلسطينيين الذين استدعوا أو يمكنهم تحديد موعد دخولهم.
- الأمر العسكري رقم 34 (1967): أمر بشأن الأراضي المغلقة (تعديل). أُعلنت بموجب ذلك أراضي الضفة الغربية منطقة مغلقة. 8 يوليو 1967.[12]
- الأمر العسكري رقم 1 (1967): يعلن إغلاق المناطق العسكرية في قطاع غزة والضفة الغربية.[13] صدر أمر مماثل في 14 يونيو 1967 لارتفاعات الجولان المحتلة.[14]

### الأرض
كانت الأوامر المتعلقة بالاستيلاء على الأراضي دائمًا واحدة من أهم الوسائل في الحفاظ على الاحتلال. في البداية صدرت أساسًا لأسباب عسكرية. على مر السنين، تم الاستيلاء على المزيد والمزيد من الأراضي لإقامة المستوطنات.

#### أراضي الدولة
أصدر الجيش الإسرائيلي أوامر عديدة بمصادرة الأراضي الفلسطينية بإعلانها «أرض دولة».
- أمر رقم 59 «أمر بشأن ملكية الدولة (يهودا والسامرة)» (1967) بإنشاء «وصاية أملاك الحكومة» للسيطرة على الأراضي التي تملكها الحكومة الأردنية (احتلت عام 1967). كما أنشأت «وصاية ممتلكات الغائبين» لمصادرة الأراضي من الأفراد أو الجماعات بإعلانها «أرض عامة» أو «أراضي دولة».[15]

في يناير 2009 أصدر الجيش الإسرائيلي 4 أوامر عسكرية (رقم 484 إلى 487) لإخلاء أراضي نحالين، جنوب غرب بيت لحم بحجة أن المواقع المعنية هي «أراضي الدولة». صادر الجيش بالفعل أراضي نحالين بموجب 25 أمرًا مختلفًا في السنوات الأربع الماضية، ووصفها بأنها «أراضي دولة». كانت معظم الأراضي في المنطقة (ج)، حيث احتل المستوطنون الإسرائيليون بالفعل أرض نحالين منذ عام 1967.

#### حاجز الضفة الغربية
بدأت إسرائيل بناء الجدار في الضفة الغربية في عام 2002، حوالي 80٪ منه على الأراضي الفلسطينية. تم الاستيلاء على الأراضي الفلسطينية بأوامر عسكرية عديدة، وفي في كثير من الأحيان يمتد الجدار عبر قرى تقسمهم إلى أجزاء منفصلة على سبيل المثال في الجيب وبيت حنينا، وكثيرون معزولون عن أراضيهم الزراعية مثل بيت إجزا. ليس فقط مصادرة الأرض للجدار نفسه، بل أيضًا مصادرة الأرض الواقعة بين الجدار والخط الأخضر (منطقة التماس) عادةً بحجة الأمن:
- الإعلان s / 2/03 (2003): هذا الإعلان يصادر الأراضي الفلسطينية على الجانب الإسرائيلي من جدار الضفة الغربية ويعلن أن منطقة التماس «منطقة مغلقة» للفلسطينيين. لا يُسمح إلا للفلسطينيين الذين يعيشون بالقرب من منطقة التماس (التي تعد جزءًا من الأراضي المحتلة) بالدخول عبر بوابة واحدة محددة والإقامة، شريطة أن يكون لديهم تصريح مكتوب شخصي عادةً لفترة محدودة، ولا ينطبق الإعلان على الإسرائيليين.[19]

#### السيطرة على المعاملات العقارية
- الأمر العسكري رقم 811 و847: يسمح لليهود بشراء الأراضي من البائعين الفلسطينيين غير الراغبين باستخدام «توكيل قانوني».
- الأمر العسكري رقم 58: يجعل المعاملات العقارية في مأمن من المراجعة طالما تم تنفيذ المعاملة من قبل إسرائيلي «يتعامل بحسن نية».
  - الأمر العسكري رقم 58، المادة 5: ينص على عدم إبطال أي معاملة للأراضي حتى إذا ثبت أن المعاملة غير صالحة.
- الأمر العسكري رقم 25 (1967): أمر بشأن المعاملات العقارية (يهودا والسامرة). يحظر التفتيش العام على المعاملات العقارية. تقييد المعاملات العقارية في الضفة الغربية.[20]

### المستوطنات
- الأوامر العسكرية رقم 783: أمر بشأن إدارة المجالس الإقليمية و 892: أمر بشأن إدارة المجالس المحلية (1979). منح السلطات المحلية اليهودية وضع الجيوب الإقليمية للقانون الإسرائيلي، وتطبيق القانون الإسرائيلي على المستوطنات.[21]

### المياه
منذ عام 1967، أصدرت إسرائيل عددًا من الأوامر لمنع الفلسطينيين من الوصول إلى مواردهم المائية.
- ينص الأمر العسكري الصادر في 7 يونيو 1997 على أن «جميع الموارد المائية التي تم احتلالها مرة أخرى هي ملك لدولة إسرائيل».[22]
- الأمر رقم 291 (1968). جميع الترتيبات المتعلقة بالأراضي والمياه قبل عام 1967 قد أعلنت أنها غير صالحة.
- أمر رقم 158 (1967): «أمر تعديل قانون الإشراف على المياه» ينص على أن جميع الآبار والينابيع ومشروعات المياه تخضع للقيادة المباشرة الكاملة للقائد العسكري الإسرائيلي، وستتم مصادرة كل عملية تثبيت أو مورد تم إنشاؤه بدون تصريح.[23]
- ينص الأمر رقم 92 (1967) على أنه "يعطي السلطة المطلقة للسيطرة على جميع المسائل المتعلقة بالمياه لمسؤول المياه المعين من قبل المحاكم الإسرائيلية. الأوامر العسكرية 498 و 558 لعام 1974 و1977 نقلت جميع الصلاحيات إلى الجيش الإسرائيلي في غزة.

الجمع بين هذين الأمرين 158 و92 يمنح السلطات الإسرائيلية سيطرة كاملة على إمدادات المياه بالكامل في الضفة الغربية وقطاع غزة. فقط الرئيس، المعين من قبل قائد المنطقة، له تأثير على أي قضية تتعلق بـ «النقل والاستخراج والتصدير والاستهلاك والبيع والتوزيع والتفتيش على استخدامه والتنقية وتخصيص الأسهم وإنشاء مشاريع المياه والقياس والوقاية من التلوث وإجراء الدراسات والقياسات في أي شيء يتعامل مع مسائل المياه وحفر الآبار وسماع الاعتراضات وجميع الإجراءات التي تتناول أي من القوانين المذكورة أعلاه، وتحديد وجمع الرسوم والضرائب وأي مدفوعات عن أي مما سبق وأي مسألة أخرى لم يتم ذكرها أعلاه على وجه التحديد والتي تتعامل بأي شكل من الأشكال مع المواد المائية». على سبيل المثال، تنص المادة 4 (أ) من الأمر 158 على وجه التحديد على أنه «لا يجوز لأي شخص إقامة أو تجميع أو حيازة أو تشغيل منشأة مائية ما لم يكن قد حصل على ترخيص من قائد المنطقة.» وعلى الرغم من أن العدد الدقيق للتراخيص الممنوحة متنازع عليه، إلا أن النسبة صغيرة نسبيًا.
- ينص الأمر رقم 58 (1967) على أنه "يحظر إنشاء أي منشأة مياه جديدة دون ترخيص وأن ضابط الترخيص له الحق في رفض أي طلب للحصول على ترخيص دون الحاجة إلى تقديم مبرر لرفضه.″ [22]
- ينص الأمر رقم 948 على أن كل مواطن في قطاع غزة مضطر للحصول على موافقة القائد العسكري الإسرائيلي قبل تنفيذ أي مشروع متعلق بالمياه.

### الزراعة
- الأمر العسكري رقم 1051 (1983): ينشئ هذا الأمر صندوقًا زراعيًا تموله الإدارة المدنية، وسيعوض هذا الصندوق أي منتج زراعي زائد، واستخداماته، وأي أموال إضافية مطلوبة لتنظيم تسويق هذا المنتج. سيأتي المال من إصدار ضريبة جديدة.[25]
- الأمر العسكري رقم 1015 (1982): بشأن مراقبة زراعة الأشجار المثمرة، وأذونات لزراعة الأشجار مع فرض رسوم للأذونات، وتنتهي التصاريح في سنة واحدة أو كل 15 يونيو.[26]
- الأمر العسكري رقم 818: يحدد كيف يمكن للفلسطينيين زراعة الزهور الزخرفية.
- الأمر العسكري رقم 474: ينص هذا الأمر، وهو تعديل للقانون الأردني يتطلب صيانة كمية معينة من النباتات والأشجار، على أنه يمكن لقائد المنطقة تعيين مفتشين في المناطق المحددة، ويجوز لهم إخلاء أي منتهكين للقانون وكذلك كما اصطحبهم إلى مركز للشرطة.
- الأمر العسكري رقم 134: ضرورة إصدار شهادة / تصريح من قائد المنطقة لنقل جرار من إسرائيل إلى الضفة الغربية بالإضافة إلى تشغيل جرار أو أي شكل آخر من أشكال الآلات الزراعية، ويعاقب على هذه الجريمة بالسجن أو الغرامة أو كلاهما.[27]
- الأمر العسكري رقم 2 بشأن الحجر الصحي (7 يونيو 1967): يحظر هذا الأمر نقل أي نبات أو حيوان إلى خارج الضفة الغربية، ويعاقب على هذه الجريمة بالسجن 3 سنوات.[28]

### الاحتجاجات والتجمعات والأنشطة السياسية
- الأمر العسكري رقم 101 (1967): ينكر العديد من الحريات الأساسية المطلوبة بموجب الإعلان العالمي لحقوق الإنسان الصادر عن الأمم المتحدة. على سبيل المثال، يحظر التجمع أكثر من 10 أشخاص ما لم يتلقى الجيش الإسرائيلي إشعارًا مسبقًا بأسماء جميع المشاركين، ويمكّن بعض الأنشطة الأخرى (مثل التلويح بالعلم أو الرمز السياسي إلا بإذن) والتي تعتبر عمومًا سلمية لتصبح جرائم تحمل عقوبة السجن والغرامات.[7][29]
- الأمر العسكري رقم 537 (): يزيل رؤساء البلديات المنتخبة ديمقراطيا لمدن الضفة الغربية من مناصبهم.

### حرية الحركة
- الأمر العسكري رقم 418: أدى هذا الأمر إلى إلغاء جميع المشاركة المحلية في عمليات تخطيط الطرق المحلية. في السابق، على النحو المنصوص عليه في قانون التخطيط الأردني، ستشارك العديد من المؤسسات المحلية مثل اتحاد المهندسين في هيكل هرمي وتشارك في لجنة التخطيط الوطنية. بدلاً من ذلك، كان يتم التخطيط بالكامل من قبل لجنة عسكرية تسمى لجنة التخطيط العليا، والتي كانت مخولة بتعليق أي خطط أخرى أو تراخيص البلديات وإعفاء أي شخص من الحاجة إلى الحصول على رخصة تخطيط.
- الأمر العسكري رقم 96: يمنع هذا الأمر ببساطة شراء البضائع على الحمار.

### القانون الجنائي والمحكمة العسكرية
- الأمر العسكري رقم 1651 (2009): يستبدل 20 أمرًا عسكريًا صدرت بين عامي 1967 و2005، بما في ذلك الأمر العسكري 378، الذي أنشأ إنشاء محاكم عسكرية إسرائيلية في الأراضي المحتلة. يوفر الأمر الأساس للاعتقال والاحتجاز بما في ذلك الاحتجاز الإداري لاحتجاز الفلسطينيين دون تهمة أو محاكمة لفترات طويلة من قبل الجيش الإسرائيلي، ويحدد التهم بموجب القانون العسكري. إعادة تعريف فئات العمر لجعل عقوبات أعلى محتملة للأطفال. [7] بموجب هذا الأمر «يمكن لإلقاء الحجارة على الأشخاص أو الممتلكات تحمل عقوبة السجن لمدة 10 سنوات.»[30]
- الأمر العسكري رقم 271: يجعل هذا الأمر ضرورة إصدار شهادة من قائد المنطقة تؤكد أن أي ضرر ناتج عن عملية للجيش الإسرائيلي أو أي شخص يعمل بالجيش قد تم «بسبب الاحتياجات الأمنية». بمجرد الحصول عليها يمكن الاستماع إلى القضية من قبل لجنة الاعتراضات.
- الأمر العسكري رقم 172: أنشأ هذا الأمر لجنة الاعتراضات العسكرية، التي بدأت كمحكمة للنظر في الطعون المتعلقة بحقوق الملكية في البداية، ولكنها توسعت إلى حد كبير منذ ذلك الحين. الآن على سبيل المثال سوف تستمع اللجنة إلى الطعون ضد قرارات الحكومة العسكرية، وكذلك أي مسائل تتعلق بمصادرة الأراضي و«ممتلكات الغائبين» والموارد الطبيعية اولأراضي غير المسجلة وانتهاكات القانون رقم 818 (بشأن الزهور الزخرفية)
- الأمر العسكري رقم 164: يتطلب هذا الأمر الحصول على إذن لشهود معينين للمثول والإدلاء بشهادتهم في المحكمة. ومع ذلك، فإن هذا لا ينطبق على أي جلسات استماع أمام لجنة الاعتراضات (انظر الأمر رقم 172).
- الأمر العسكري رقم 56: يعمل هذا الأمر على ضمان مراجعة جميع الاعتراضات المقدمة بشأن قرارات هيئة المرور بإلغاء التراخيص أو تعليقها أو رفض تجديدها من قبل لجنة الاعتراضات، التي ستتألف من ثلاثة ضباط عسكريين.

### الاستيراد والتصدير
- الأمر العسكري 1252 (1988): بشأن نقل البضائع، يحدد هذا الأمر معيار نقل أي نوع من البضائع عبر خطوط الضفة الغربية. من أجل نقل أي نوع من «البضائع»، يجب على الفلسطيني تقديم تصريحه الذي يمكن أن يكون شخصيًا أو عامًا، وبالنسبة للعقوبة لا يمكن تغريم المرء ثم محاكمته، لكن يمكن محاكمته ثم تغريمه إذا لزم الأمر.

### أوامر عسكرية أخرى
- الأمر العسكري 107: يحظر المنشورات بما في ذلك الأعمال المتعلقة بقواعد اللغة العربية، وتاريخ الحروب الصليبية، والأعمال عن القومية العربية.
- الأمر العسكري رقم 50: يقيد هذا الأمر بشدة أهل المصادر الإعلامية في الضفة الغربية، لأنه «يحظر إما نقل أي» صحيفة «أو» نشرها «إلى المنطقة دون تصريح من الضابط المعين من قبل قائد المنطقة لأغراض هذا الطلب.» يستخدم تعريف المنشور أعلاه لتضمين وحظر جميع أشكال المنشور، بغض النظر عن أصله أو لغته أو الكمية الموجودة فيه.
- الأمر العسكري رقم 854: أنشئ هذا الأمر للسيطرة على شهادة الثانوية العامة للمؤسسات الأكاديمية في الضفة الغربية. بموجب القانون رقم 854، يتمتع الجيش بالسيطرة الكاملة على من يمكن أن يدخل الجامعة كطالب أو مدرس أو مسؤول، ويجب أن يحصل جميع الطلاب على بطاقة هوية يوزعها قائد المنطقة قبل التسجيل.
- الأمر العسكري رقم 514: يسمح هذا الأمر لقائد المنطقة بتعيين أعضاء في اللجنة، تكون قراراتهم قابلة للطعن أمام لجنة الاعتراضات، التي تُعد قراراتها بمثابة توصيات إلى قائد المنطقة، للحالات المتعلقة بقانون المعاشات الأردني.
- الأمر العسكري رقم 348: ينشئ هذا الأمر دائرة خاصة في الضفة الغربية ستتخذ القرارات النهائية بشأن الممتلكات في الضفة الغربية باعتبارها السلطة النهائية.
- الأمر العسكري 998: يتطلب من الفلسطينيين الحصول على تصريح عسكري إسرائيلي للسحب من حساباتهم المصرفية.
- الأمر العسكري 93 وتعديله: تخضع جميع شركات التأمين الفلسطينية لنقابة التأمين الإسرائيلية.
- الأمر العسكري رقم 128: يمنح الجيش الإسرائيلي الحق في تولي أي عمل تجاري فلسطيني لا يفتح خلال ساعات العمل المعتادة.
- الأمر العسكري رقم 847: يعلن أن الموثقين الإسرائيليين فقط هم الذين يستطيعون التصديق على التوقيعات.

## السلطة القانونية
يتم إصدار الأوامر العسكرية الإسرائيلية وفقًا للمادة 43 من لوائح لاهاي، المصدق عليها في اتفاقيات لاهاي. تسمح لوائح لاهاي للمحتل العسكري للمناطق بتنفيذ قوانين جديدة، بهدف ضمان "النظام العام" (مترجم من الفرنسية). في إشارة إلى "السلطة العسكرية على أراضي الدولة المعادية"، تنص المادة 43 من لوائح لاهاي على أن "سلطة القانونية التي انتقلت في الواقع إلى يد المحتل، وتتخذ الأخيرة جميع التدابير في بلده. سلطة استعادة، وضمان قدر الإمكان من النظام والسلامة العامة، مع احترام القوانين السارية في البلد، ما لم يتم منعها تمامًا،   تم تحليل تفسير وتطبيق هذه المادة في البداية من قبل المحكمة العليا الإسرائيلية.

### التطبيقات الأولية للوائح لاهاي
كان من بين الطلبات الأولى للمادة 43، التي اعتبرتها المحكمة العليا الإسرائيلية صالحة حالة شركة كهرباء القدس، وخلصت المحكمة إلى أنه تقع على عاتق الجيش مسؤولية معالجة الرفاهية الاقتصادية للسكان المحليين (في القدس)، وبالتالي ينبغي أن تساعد في تلبية الطلب المحلي على الكهرباء للفلسطينيين والمستوطنين اليهود، وتحديدا في مستوطنة كريات أربع على حد سواء. ومع ذلك، صدقت المحكمة العليا أيضًا على حظر الجيش لـ «الطليعة»، وهي صحيفة أسبوعية تركز على العرب.
والأهم من ذلك، قضت المحكمة العليا بأن القائد العسكري كان له الحق في فرض «ضريبة القيمة» اللازمة للحصول على الموارد من أجل تلبية شرط «النظام العام والسلامة العامة» الوارد في المادة 43. لقد كان القانون ساري المفعول، مما أثار جزعًا شديدًا. أخيرًا، قضت المحكمة العليا بمصادرة الجيش لأراضي الملتمسين، من أجل بناء طرق تربط الضفة الغربية بإسرائيل، حيث رأت المحكمة أن هذا يضمن النظام العام والنمو. عملت هذه الحالات جميعها على تأسيس دور لوائح لاهاي، وتحديداً المادة 43، التي يتعين القيام بها في سياق احتلال إسرائيل لفلسطين السابقة.

## لمزيد من الاطلاع
- Gordon, Neve Israel's occupation (University of California Press, 2008).
- Brown, Nathan (2003) Palestinian politics after the Oslo accords
- J Rabah, N Fairweather (1993)Israeli military orders in the occupied Palestinian West Bank, 1967-1992. Jerusalem Media & Communication
- Arnon, A (2007) Israeli Policy towards the Occupied Palestinian Territories: The Economic Dimension, 1967-2007. MIDDLE EAST JOURNAL[ econ.bgu.ac.il]
- Drury, Richard T. and Winn, Robert C. "Plowshares and Swords: The Economics of Occupation in the West Bank". Published by Beacon Press, Boston, MA (1992)

## روابط خارجية
- الأوامر العسكرية الإسرائيلية . مركز موارد القانون في إسرائيل
- قاعدة بيانات الأوامر العسكرية الإسرائيلية في أريج
- نظرة على الأوامر العسكرية الإسرائيلية
- الأوامر العسكرية الإسرائيلية المتعلقة بالقبض على الفلسطينيين واحتجازهم ومحاكمتهم . الضمير